# Константин Фока
Константин Фока (на латински: Constantine Phokas; * в Кападокия; † 954) е генерал от фамилията Фока.
Той е син на генерал Варда Фока Стари (878 – 968) от Кападокия и внук на генерал Никифор Фока Стари. Брат е на Никифор II Фока (византийски император 963 – 969), Лъв Фока Млади (+ сл. 971).
Служи на Византийската империя като стратег (strategos) на темите Anatolikon, Cappadocia и Seleukeia заедно с баща си и братята си.
Умира през 954 г. преди брат му Никифор да стане византийски император.